# مانولو سانچز (بازیکن فوتبال، زاده ۱۹۶۹)
مانولو سانچز (انگلیسی: Manolo Sánchez؛ زادهٔ ۱۲ دسامبر ۱۹۶۹) بازیکن فوتبال اهل اسپانیا است.
از باشگاه‌هایی که در آن بازی کرده‌است می‌توان به باشگاه فوتبال رئال مورسیا اشاره کرد.